# Kryonéri (ort i Grekland, Mellersta Makedonien)
Kryonéri är en ort i Grekland.   Den ligger i prefekturen Nomós Thessaloníkis och regionen Mellersta Makedonien, i den nordöstra delen av landet, 300 km norr om huvudstaden Aten. Kryonéri ligger 605 meter över havet och antalet invånare är 928.
Terrängen runt Kryonéri är kuperad, och sluttar söderut. Runt Kryonéri är det glesbefolkat, med 20 invånare per kvadratkilometer. Närmaste större samhälle är Lagkadás, 19,4 km väster om Kryonéri. 